# 後藤拓磨
後藤 拓磨（ごとう たくま、1998年12月4日 - ）は、日本のダンサーであり、THE RAMPAGE from EXILE TRIBEのメンバー。
和歌山県出身。LDH JAPAN所属。

## 略歴
EXPG大阪校出身。
「劇団EXILEオーディション」に参加したことをきっかけにダンスを始める。
2013年、「GLOBAL JAPAN CHALLENGE」に参加。
2014年4月、THE RAMPAGEの候補メンバーに選出される。同年9月12日に開催された武者修行ファイナルで、同グループの正式メンバーとなる。

## 人物
- 弟が1人、妹が1人いる[4]。

## 出演

### 舞台
- REAL RPG STAGE「ETERNAL2」-荒野に燃ゆる正義-（2022年7月 - 8月） - オズヴァルト 役[5]
- BOOK ACT FINAL「もう一度君と踊りたい」（2024年2月、2025年5月）[6][7]

### テレビドラマ
- あらばしり（2025年1月10日 - 3月28日、読売テレビ） - 屋守 役[8]

### ミュージックビデオ
- iScream「つつみ込むように…」-TRIBE WITH THE RHYTHM Ver.-（2022年）[9]

## プロデュース
- THE RAMPAGE ARCHIVE "REBOOT" PHOTO BOOK 撮影・プロデュース（2021年）[10]